# علاء الدولة محمد دشمنزيار
علاء الدولة محمد بن رستم دشمنزیار (بالفارسية: ابوجعفر دشمنزیار)، كان قائدًا عسكريًا ديلميًا أسس في عام 1008 سلالة الكاكويين المستقلة قصيرة العمر ولكنها لعبت دورًا مهمًّا في منطقة سماها العرب ولاية الجبال. يُعرف أيضًا باسم بوسار الكاكوي، وابن كاكويه، وابن كاكويا، وابن كاكو، والتي تعني الخال في اللغة الديلمية، وهي مرتبطة بالكلمة الفارسية "كاكا". تُوفي محمد في أيلول 1041 بعد أن أقام مملكة قوية شملت غرب بلاد فارس وولاية الجبال. ومع ذلك، فُقدَت هذه المكاسب بسرعة في عهد خلفائه.

## أصوله

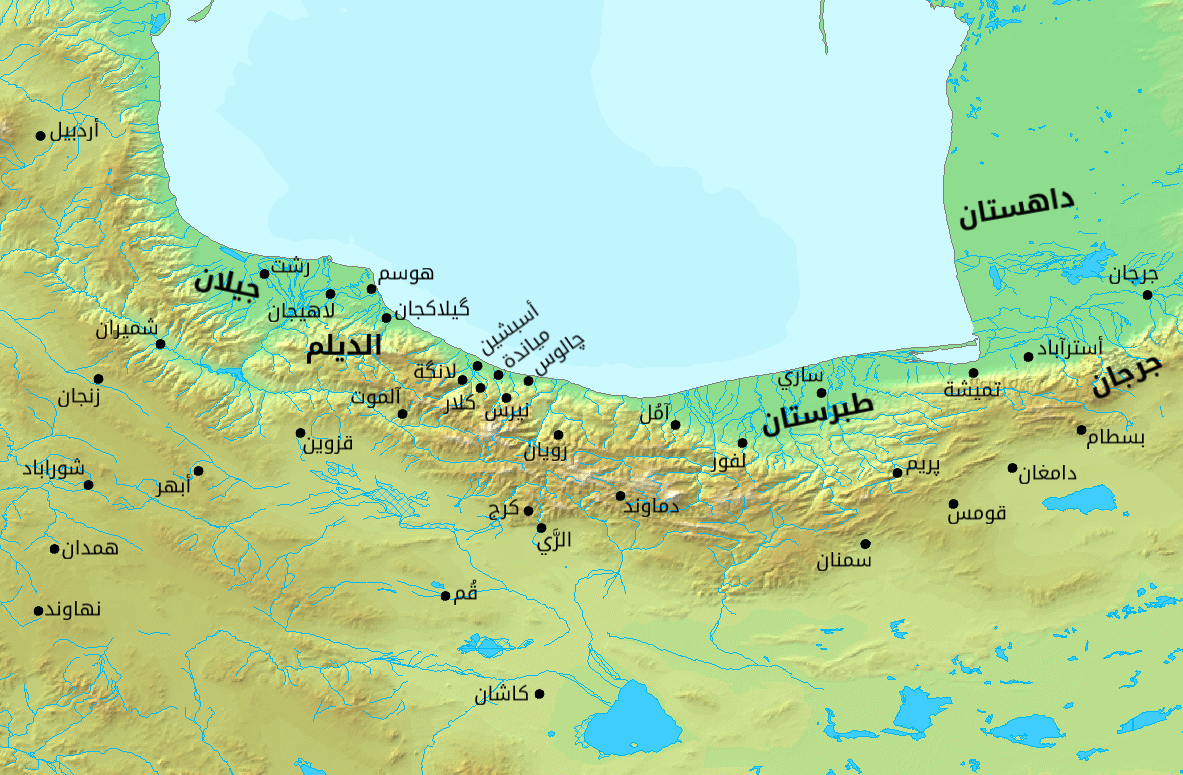
خريطة شمال إيران

كان رستم دشمنزيار والد علاء الدولة محمد جنديُّا ديلميًا في خدمة البويهيين، وقد مُنح أرضًا في ألبرز تقديرًا لخدماته. كانت مهمته حماية الري وشمال ولاية الجبال ضد الزعماء المحليين من طبرستان. كان رستم شقيق الأميرة الباوندية السيدة شيرين الباوندية، والدة الأميرين البويهيين مجد الدولة وشمس الدولة. واللذين كانا تحت وصاية والدتهما السيدة شيرين الباوندية حتى وفاتها في عام 1029.

## عهده
نظرًا لهذه الروابط العائلية، فليس من المستغرب أن يكون علاء الدولة حاكمًا لأصفهان نيابة عن البويهيين من عام 1007 إلى عام 1008. تقول بعض المصادر إنه كان حاكمًا من قبل للمدينة في عام 1003.:359–362  في عام 1016، طرد الضابط العسكري الديلمي ابن فولاذ علاء الدولة من أصفهان، لكنه تمكن سريعًا من استعادة السيطرة على المدينة. شجعت هشاشة مملكة مجد الدولة محمدًا لاحقًا على توسيع نطاقه في ولاية الجبال التي يسيطر عليها الأكراد في إيران. وفي عام 1023، استولى علاء الدولة على همدان من الحاكم البويهي سماء الدولة، ثم شرع في الاستيلاء على دينور وفلك الأفلاك من الحكام الأكراد.:359–362 أمضى السنوات التالية في حماية مملكته من غزوات الأكراد والأمراء (وتحديدًا الأصبهبذ) من طبرستان.
بعد خمس سنوات، حقق علاء الدولة انتصارًا كبيرًا على منافسيه في نهاوند، وتمكن من أسر الحاكم الباوندي أبو جعفر محمد الباوندي بما في ذلك ولديه. بعد هذا النصر العظيم، عزز علاء الدولة مكانته ليكون أقوى حاكم في ولاية الجبال، على الرغم من أن الأمير البويهي مجد الدولة كان سيده، إلا أن علاء الدولة سك عملات معدنية باسمه. وفي وقت لاحق، منحه الخليفة العباسي القادر، شخصيًا وبدون تدخل من البويهيين، لقب حسام أمير المؤمنين.
في عام 1029، عُزل مجد الدولة على يد محمود الغزنوي. وتقدم مسعود الأول، ابن السلطان محمود الغزنوي، الذي أراد تحرير العباسيين من سيطرة البويهيين، فاتجه غرب إيران، حيث هزم حكامًا مختلفين، بما في ذلك علاء الدولة، الذي فر إلى الأهواز لطلب المساعدة من البويهيين، لكنه سرعان ما عقد السلام مع الغزنويين وعاد تابعًا لهم، حيث وافق على دفع جزية سنوية قدرها 200000 دينار إسلامي. ومع ذلك، لم يتمكن الغزنويون من الاحتفاظ بفتوحاتهم التي كانت بعيدة عن غزنة، دون مشاكل. تمكن علاء الدولة من ضم الري لفترة وجيزة من الغزنويين في عام 1030. وفي عام 1035، هزم مسعود الأول علاءَ الدولة مرة أخرى، الذي فر مرة أخرى إلى البويهيين في الأهواز، حيث فر لاحقًا إلى شمال غرب إيران. ثم بدأ علاء الدولة في تجنيد قوة قوية من التركمان من أجل استعادة ممتلكاته المفقودة.
في عام 1037/38، احتل علاء الدولة، مع قواته، الري مرة أخرى من الغزنويين. وفي السنوات التالية، بدأ علاء الدولة في بناء أسوار دفاعية ضخمة حول أصفهان.  مما أنقذها لاحقًا من البدو التركمان الذين نهبوا وسلبوا بعض الأماكن في غرب ووسط إيران في عام 1038/39، بما في ذلك مدينة همدان.

### موته
توفي علاء الدولة في أيلول 1041 أثناء حملته في غرب بلاد فارس ضد العنازيين.:359–362  خلفه ابنه الأكبر أبو منصور فرامرز في أصفهان بينما استولى ابنه الأصغر قرشاشب الأول على همدان. ومع ذلك، كانت لديهم مهمة صعبة في حماية هذه المناطق من السلاجقة التوسعيين.

## الإرث
كان علاء الدولة قائدًا عسكريًا عظيمًا تمكن من حماية مملكته من جيرانها، بما في ذلك البويهيين والغزنويين والسلاجقة. دعا الفيلسوف ابن سينا إلى بلاطه بعد أن غادر ابن سينا بلاط البويهيين، حيث صنع موسوعة مخصصة للأمير. توفي الفيلسوف والعالم العظيم في عام 1037. وقد نهب الغزنويون مكتبة ابن سينا مما دمر بعض الكتب، وحملوا الباقي إلى غزنة حيث دمرها الغوريون لاحقًا تحت حكم أميرهم علاء الدين حسين، في إحدى أكبر لحظات ضياع المخطوطات الإسلامية في التاريخ.:773–774